# TT404
La tombe thébaine TT 404 est située à El-Assasif, dans la nécropole thébaine, sur la rive ouest du Nil, face à Louxor en Égypte.
C'est la tombe d'Akhameneraou, intendant en chef des divines adoratrices Amenardis Ire et Chepenoupet II (XXVe dynastie).